# 1840年海事法院法令
《1840年海事法院法令》（英語：Admiralty Court Act 1840；3 & 4 Vict c 65）是英國國會的一項法令，旨在擴大英格蘭及威爾斯高等海事法院的司法管轄權。

## 案例
Steamships Trading Company Ltd v Owners of the Ship 'Samarai' [1988] PGNC 99;
[1988-89] PNGLR 80 (28 February 1989) 